# Villa Los Álamos
Barrio Los Álamos es una localidad del departamento Cerrillos, Provincia de Salta, Argentina.
Se encuentra en el Valle de Lerma.

## Población
Contaba con 1,779 habitantes (Indec, 2001), lo que representa un incremento del 60,4% frente a los 1,109 habitantes (Indec, 1991) del censo anterior. Forma parte del aglomerado del Gran Salta

## Transporte público
En Los Álamos, el servicio de colectivos es brindado por SAETA:

### Dentro del barrio
Solo hay una línea que ingresa al interior del barrio, la cual es la 5 Cerrillos Congreso. Esta conecta el barrio con la Ciudad de Salta y a su vez con el resto del Municipio de Cerrillos.

### Sobre laRuta 68
En el ingreso al barrio, sobre la ruta, se encuentran dos paradores donde paran numerosas líneas con destino a distintas localidades:
- 2 Rosario de Lerma
- 5 Cerrillos San Isidro
- 5 Cerrillos Santa Teresita
- 5 Chicoana
- 5 Coronel Moldes
- 5 La Merced
- 6 Quijano Colón
- 7 San Agustín Ruta 68

## Defensa Civil

### Sismicidad
La sismicidad del área de Salta es frecuente y de intensidad baja, y un silencio sísmico de terremotos medios a graves cada 40 años.
- Sismo de 1930: aunque dicha actividad geológica catastrófica, ocurre desde épocas prehistóricas, el terremoto del 24 de diciembre de 1930 (94 años),[2] señaló un hito importante dentro de la historia de eventos sísmicos jujeños, con 6,4 Richter. Pero nada cambió extremando cuidados y/o restringiendo códigos de construcción.[1]
- Sismo de 1948: el 25 de agosto de 1948 (76 años) con 7,0 Richter, el cual destruyó edificaciones y abrió numerosas grietas en inmensas zonas[2][1]
- Sismo de 2010: el 27 de febrero de 2010 (15 años) con 6,1 Richter